# Luigi Rocchini
Luigi Rocchini, noto anche con lo pseudonimo di Gigi (Roma, 6 ottobre 1963), è un allenatore di ginnastica italiano.

## Biografia
Dopo aver conseguito la maturità scientifica presso il Liceo Benedetto Croce, si laurea in Scienze Motorie presso l’ISEF di Roma nel 1993. Dal 1990 è Tecnico Nazionale e, dal 2001 al 2008, ha avuto il ruolo di Direttore Tecnico Regionale Regione Lazio.
Dal 2001 al 2013 ha lavorato anche come responsabile tecnico del settore ginnastica maschile al Centro sportivo Giulio Onesti di Roma. Attualmente è impegnato come tecnico dell’Accademia Nazionale GAM di Civitavecchia e della serie A Ginnastica Civitavecchia, cui fa parte il ginnasta Marco Lodadio.
Altri ruoli degni di nota che ha avuto sono: formatore tecnico regionale dal 2001 al 2013, formatore tecnico nazionale dal 2014 e giudice internazionale GAM dal 2004 al 2016.
In qualità di tecnico gruppo nazionale ha partecipato agli Europei Juniores di Losanna nel 2008, ai XXX Campionati europei di ginnastica artistica maschile juniores di Montpellier nel 2012 ed Europei Senior nel 2015.
Nel 2017 partecipa come tecnico al World Cup Koper (SLO) dove accompagna i suoi due atleti Marco Lodadio ed Andrea Russo, successivamente accompagna di nuovo Marco Lodadio ai Campionati del Mondo di specialità a Montréal.
Nel 2019 partecipa ai Campionati mondiali di ginnastica artistica 2019 di Stoccarda con la Nazionale Italiana e ancora con Marco Lodadio ed Andrea Russo.
Il 16 Dicembre 2020 viene consegnata a Gigi Rocchini la Palma al merito tecnico  per i risultati conseguiti nella sua lunga carriera e, in particolare quelli conquistati insieme a Marco Lodadio con il quale parteciperà alle prossime Olimpiadi di Tokyo 2020.
Nel 2021 accompagna l’atleta Marco Lodadio ai Giochi della XXXII Olimpiade di Tokyo. 